# Årets fotbollsspelare i England, Supportrarnas pris (PFA)
Årets fotbollsspelare i England, Supportrarnas pris (PFA) (PFA Fans' Player of the Year), oftast Supportrarnas pris till Årets spelare, är en årlig utmärkelse som tilldelas de spelare i ligasystemets fyra högsta divisioner som av supportrarna anses ha varit den bäste fotbollsspelaren under säsongen i engelsk fotboll. Spelarorganisationen PFA:s medlemmar kortlistar ett antal spelare och vinnarna för respektive division, Premier League, Championship, League One och League Two, röstas sedan fram av ligans supportrar.
Priset har delats ut sedan säsongen 2000/2001 då de första att få utmärkelsen var Steven Gerrard (Liverpool), Chris Bart-Williams (Nottingham Forest), Brian Tinnion (Bristol City) och Bobby Zamora (Brighton & Hove Albion).

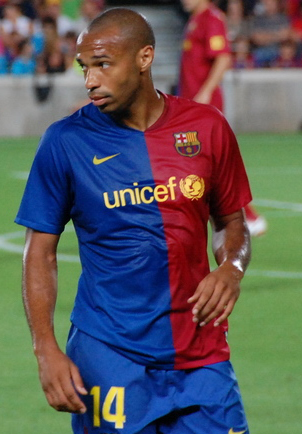
Thierry Henry är den första att hedras två säsonger i följd.

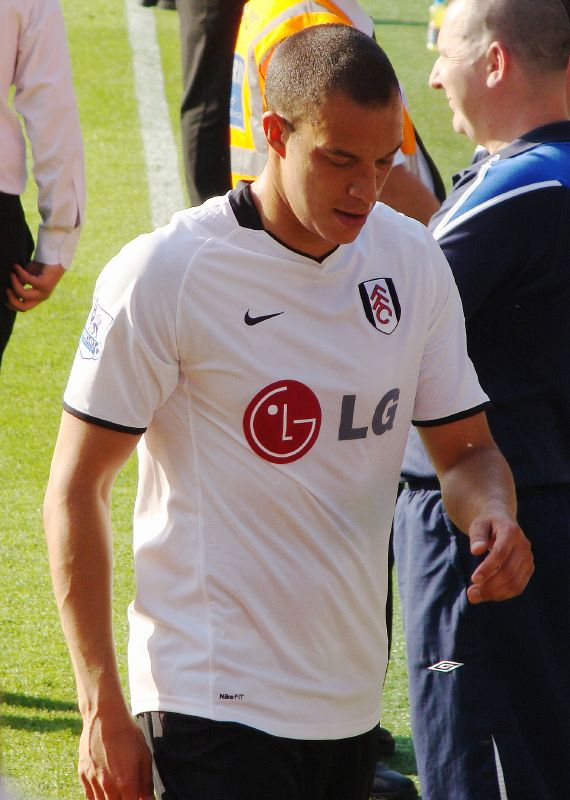
Bobby Zamora var en av de första vinnarna 2001 och har dessutom tilldelats priset två gånger.

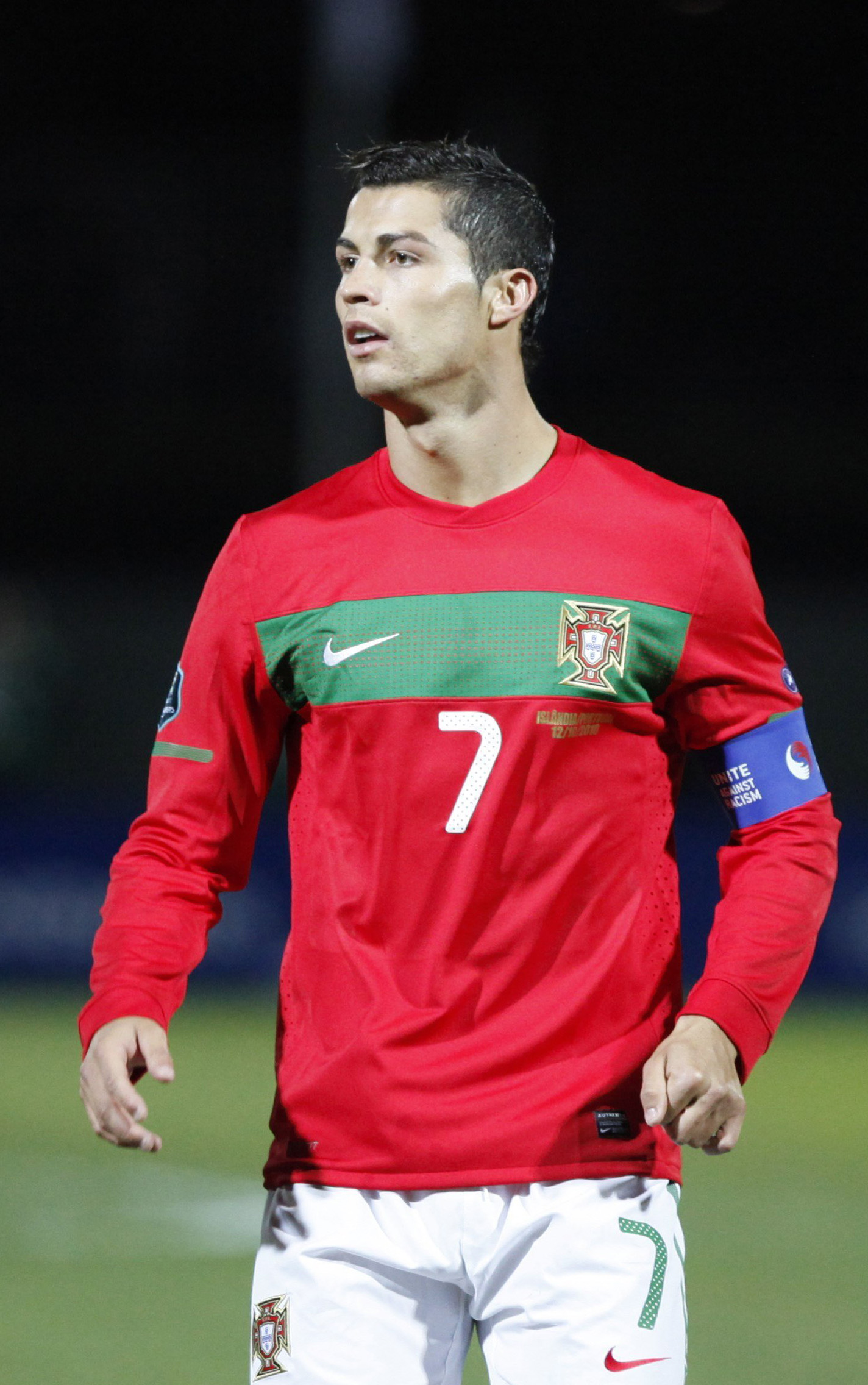
Cristiano Ronaldo är den första att tilldelas samtliga fyra Årets spelare-utmärkelser samma säsong (2007)

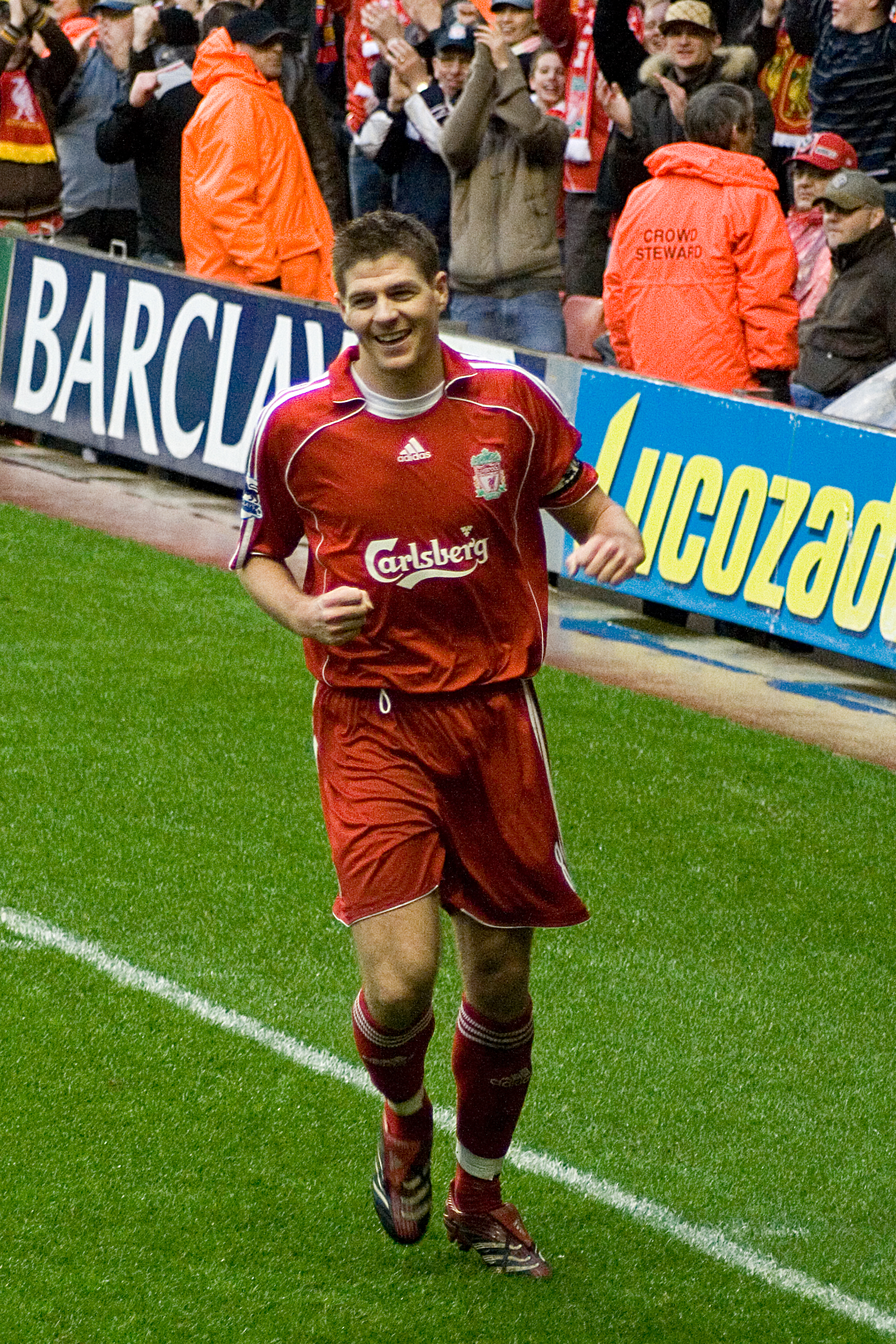
Steven Gerrard har hedrats två gånger.

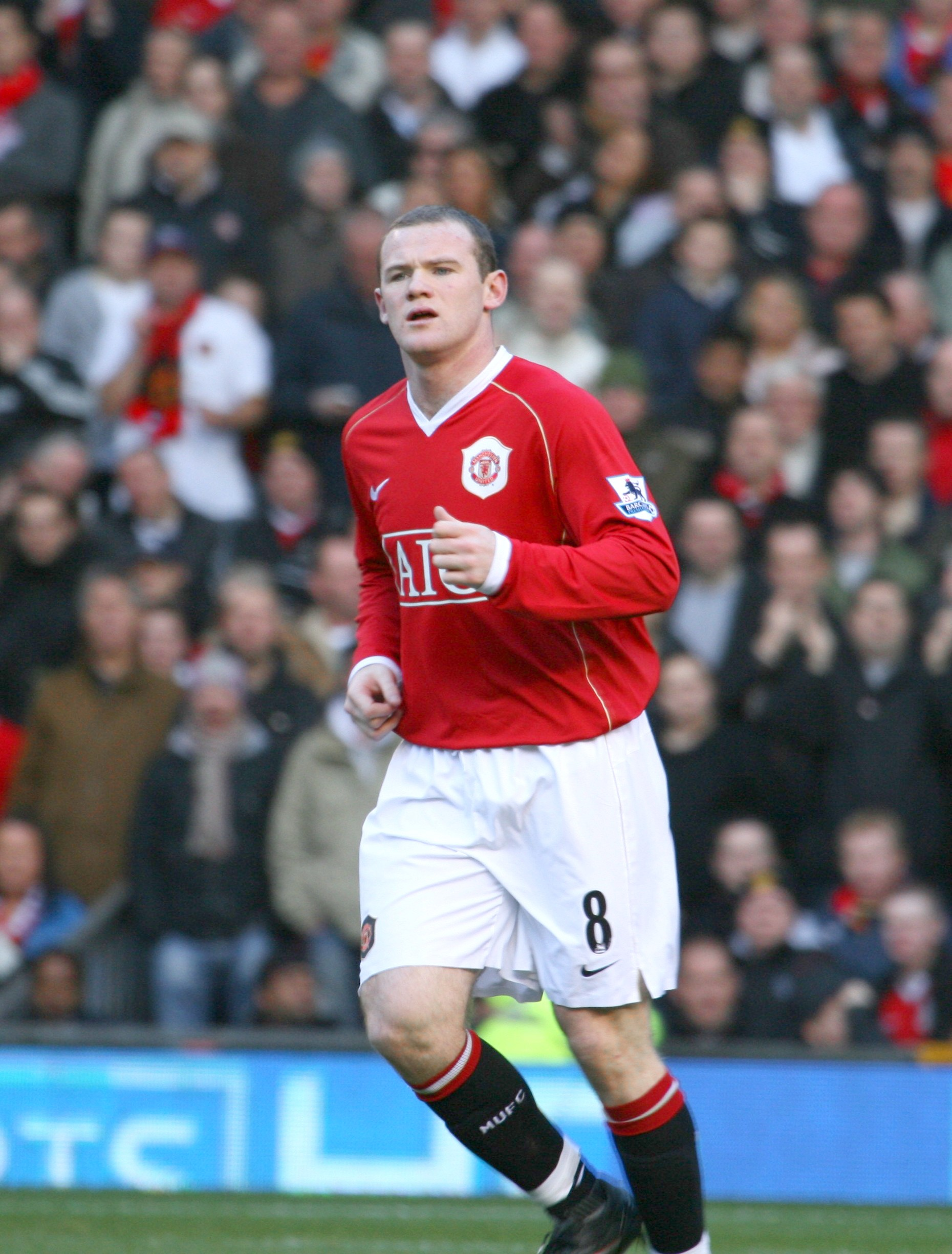
Wayne Rooney har tilldelats priset två gånger.

## Vinnare
Spelare som tilldelats utmärkelsen för andra gången har markerats med gul bakgrundsfärg.

### 2001
| Liga           | Spelare             | Klubb                  | Noteringar |
| -------------- | ------------------- | ---------------------- | --- |
| FA Premiership | Steven Gerrard      | Liverpool              | Förste att tilldelas utmärkelsen i FA Premiership Tilldelas priset tillsammans med utmärkelsen Årets Unge fotbollsspelare i England (PFA) |
| Division 1     | Chris Bart-Williams | Nottingham Forest      | Förste att tilldelas utmärkelsen i Division 1                                                                                             |
| Division 2     | Brian Tinnion       | Bristol City           | Förste att tilldelas utmärkelsen i Division 2                                                                                             |
| Division 3     | Bobby Zamora        | Brighton & Hove Albion | Förste att tilldelas utmärkelsen i Division 3                                                                                             |

### 2002
| Liga           | Spelare             | Klubb                   | Noteringar |
| -------------- | ------------------- | ----------------------- | --- |
| FA Premiership | Ruud van Nistelrooy | Manchester United       | Förste att tilldelas utmärkelsen utanför England Förste att tilldelas utmärkelsen utanför Storbritannien Förste att tilldelas utmärkelsen utanför United Kingdom Tilldelas priset tillsammans med utmärkelsen Årets fotbollsspelare i England (PFA) |
| Division 1     | Dean Sturridge      | Wolverhampton Wanderers | |
| Division 2     | Bobby Zamora        | Brighton & Hove Albion  | Förste att tilldelas utmärkelsen en andra gång Förste att tilldelas utmärkelsen i två olika divisioner |
| Division 3     | Matthew Taylor      | Luton Town              | |

### 2003
| Liga           | Spelare         | Klubb        | Noteringar |
| -------------- | --------------- | ------------ | --- |
| FA Premiership | Thierry Henry   | Arsenal      | Tilldelas priset tillsammans med utmärkelsen Årets fotbollsspelare i England (PFA) Tilldelas priset tillsammans med utmärkelsen Årets fotbollsspelare i England (FWA) |
| Division 1     | Linvoy Primus   | Portsmouth   | |
| Division 2     | Robert Earnshaw | Cardiff City | |
| Division 3     | Leon Britton    | Swansea City | |

### 2004
| Liga           | Spelare         | Klubb            | Noteringar |
| -------------- | --------------- | ---------------- | --- |
| FA Premiership | Thierry Henry   | Arsenal          | Förste att tilldelas utmärkelsen två säsonger i följd Förste att tilldelas tre utmärkelsen två säsonger i följd Tilldelas priset tillsammans med utmärkelsen Årets fotbollsspelare i England (PFA) Tilldelas priset tillsammans med utmärkelsen Årets fotbollsspelare i England (FWA) |
| Division 1     | Darren Huckerby | Norwich City     | |
| Division 2     | Neil Moss       | Bournemouth      | |
| Division 3     | Lee Harper      | Northampton Town | |

### 2005
| Liga              | Spelare        | Klubb             | Noteringar                                                                         |
| ----------------- | -------------- | ----------------- | ---------------------------------------------------------------------------------- |
| FA Premier League | Frank Lampard  | Chelsea           | Tilldelas priset tillsammans med utmärkelsen Årets fotbollsspelare i England (FWA) |
| Championship      | Paul McKenna   | Preston North End |                                                                                    |
| League One        | Keith Southern | Blackpool         |                                                                                    |
| League Two        | Adam Barrett   | Southend United   |                                                                                    |

### 2006
| Liga              | Spelare         | Klubb             | Noteringar                                                                              |
| ----------------- | --------------- | ----------------- | --------------------------------------------------------------------------------------- |
| FA Premier League | Wayne Rooney    | Manchester United | Tilldelas priset tillsammans med utmärkelsen Årets Unge fotbollsspelare i England (PFA) |
| Championship      | Kevin Doyle     | Reading           |                                                                                         |
| League One        | Darryl Flahavan | Southend United   |                                                                                         |
| League Two        | Karl Hawley     | Carlisle United   |                                                                                         |

### 2007
| Liga           | Spelare           | Klubb                   | Noteringar |
| -------------- | ----------------- | ----------------------- | --- |
| Premier League | Cristiano Ronaldo | Manchester United       | Förste att vinna alla fyra spelarutmärkelser samma år Förste att vinna alla tre PFA utmärkelser samma år Tilldelas priset tillsammans med utmärkelsen Årets fotbollsspelare i England (PFA) Tilldelas priset tillsammans med utmärkelsen Årets fotbollsspelare i England (FWA) Tilldelas priset tillsammans med utmärkelsen Årets Unge fotbollsspelare i England (PFA) |
| Championship   | Matthew Murray    | Wolverhampton Wanderers | |
| League One     | Billy Sharp       | Scunthorpe United       | |
| League Two     | Lee Peacock       | Swindon Town            | |

### 2008
| Liga           | Spelare           | Klubb                          | Noteringar |
| -------------- | ----------------- | ------------------------------ | --- |
| Premier League | Cristiano Ronaldo | Manchester United              | Tilldelas priset tillsammans med utmärkelsen Årets fotbollsspelare i England (PFA) Tilldelas priset tillsammans med utmärkelsen Årets fotbollsspelare i England (FWA) |
| Championship   | James Beattie     | Sheffield United               | |
| League One     | Jay Simpson       | Millwall (På lån från Arsenal) | Förste att tilldelas priset när han är utlånad till en annan klubb |
| League Two     | Jack Lester       | Chesterfield                   | |

### 2009
| Liga           | Spelare           | Klubb                                | Noteringar                                                                         |
| -------------- | ----------------- | ------------------------------------ | ---------------------------------------------------------------------------------- |
| Premier League | Steven Gerrard    | Liverpool                            | Tilldelas priset tillsammans med utmärkelsen Årets fotbollsspelare i England (FWA) |
| Championship   | Marcus Tudgay     | Sheffield Wednesday                  |                                                                                    |
| League One     | Jermaine Beckford | Leeds United                         |                                                                                    |
| League Two     | Jordan Rhodes     | Brentford (På lån från Ipswich Town) |                                                                                    |

### 2010
| Liga           | Spelare           | Klubb                | Noteringar |
| -------------- | ----------------- | -------------------- | --- |
| Premier League | Wayne Rooney      | Manchester United    | Tilldelas priset tillsammans med utmärkelsen Årets fotbollsspelare i England (PFA) Tilldelas priset tillsammans med utmärkelsen Årets fotbollsspelare i England (FWA) |
| Championship   | Graham Dorrans    | West Bromwich Albion | |
| League One     | Rickie Lambert    | Southampton          | |
| League Two     | Kasper Schmeichel | Notts County         | |

### 2011
| Liga           | Spelare       | Klubb             | Noteringar |
| -------------- | ------------- | ----------------- | ---------- |
| Premier League | Raul Meireles | Liverpool         |            |
| Championship   | Danny Graham  | Watford           |            |
| League One     | Peter Clarke  | Huddersfield Town |            |
| League Two     | Cody McDonald | Gillingham        |            |

### 2012
| Liga           | Spelare          | Klubb               | Noteringar |
| -------------- | ---------------- | ------------------- | --- |
| Premier League | Robin van Persie | Arsenal             | Tilldelas priset tillsammans med utmärkelsen Årets fotbollsspelare i England (PFA) Tilldelas priset tillsammans med utmärkelsen Årets fotbollsspelare i England (FWA) |
| Championship   | Jay Rodriguez    | Burnley             | |
| League One     | José Semedo      | Sheffield Wednesday | |
| League Two     | Lewis Grabban    | Rotherham United    | |

### 2014
| Liga           | Spelare       | Klubb            | Noteringar |
| -------------- | ------------- | ---------------- | ---------- |
| Premier League | Luis Suárez   | Liverpool        | [ 1 ]      |
| Championship   | Danny Ings    | Burnley          | [ 2 ]      |
| League One     | Harry Maguire | Sheffield United | [ 3 ]      |
| League Two     | Tommy Lee     | Chesterfield     | [ 4 ]      |

### 2015
| Liga           | Spelare        | Klubb             | Noteringar |
| -------------- | -------------- | ----------------- | ---------- |
| Premier League | Alexis Sanchez | Arsenal           | [ 5 ]      |
| Championship   | Harry Arter    | Bournemouth       | [ 6 ]      |
| League One     | Joe Garner     | Preston North End | [ 7 ]      |
| League Two     | Matt Tubbs     | Portsmouth        | [ 8 ]      |

### 2016
| Liga           | Spelare      | Klubb           | Noteringar                                                                         |
| -------------- | ------------ | --------------- | ---------------------------------------------------------------------------------- |
| Premier League | Riyad Mahrez | Leicester City  | Tilldelas priset tillsammans med utmärkelsen Årets fotbollsspelare i England (PFA) |
| Championship   | Daniel Ayala | Middlesbrough   |                                                                                    |
| League One     | Will Grigg   | Wigan Athletic  |                                                                                    |
| League Two     | Graham Carey | Plymouth Argyle |                                                                                    |

### 2017
| Liga           | Spelare       | Klubb             | Noteringar |
| -------------- | ------------- | ----------------- | ---------- |
| Premier League | Harry Kane    | Tottenham Hotspur | [ 10 ]     |
| Championship   | Dwight Gayle  | Newcastle United  |            |
| League One     | David Wheater | Bolton Wanderers  |            |
| League Two     | Enda Stevens  | Portsmouth        |            |

### 2018
| Liga           | Spelare        | Klubb            | Noteringar |
| -------------- | -------------- | ---------------- | --- |
| Premier League | Mohamed Salah  | Liverpool        | Tilldelas priset tillsammans med utmärkelsen Årets fotbollsspelare i England (PFA) Tilldelas priset tillsammans med utmärkelsen Årets fotbollsspelare i England (FWA) |
| Championship   | Ryan Sessegnon | Fulham           | [ 12 ] |
| League One     | Bradley Dack   | Blackburn Rovers | [ 13 ] |
| League Two     | Marc McNulty   | Coventry City    | [ 14 ] |

### 2019
| Liga           | Spelare          | Klubb             | Noteringar |
| -------------- | ---------------- | ----------------- | ---------- |
| Premier League | Eden Hazard      | Chelsea           |            |
| Championship   | Teemu Pukki      | Norwich City      |            |
| League One     | Lyle Taylor      | Charlton Athletic |            |
| League Two     | Michael Bostwick | Lincoln City      |            |

## Summering av vinnarna

### Vinnare per klubb
|    | Klubb                   | Premier League                   | Championship/First Division | League One/Second Division | League Two/Third Division |
| -- | ----------------------- | -------------------------------- | --------------------------- | -------------------------- | ------------------------- |
| 1  | Manchester United       | 5 (2002, 2006, 2007, 2008, 2010) | 0                           | 0                          | 0                         |
| 1  | Liverpool               | 5 (2001, 2009, 2011, 2014, 2018) | 0                           | 0                          | 0                         |
| 3  | Arsenal                 | 4 (2003, 2004, 2012, 2015)       | 0                           | 0                          | 0                         |
| 4  | Chelsea                 | 2 (2005, 2019)                   | 0                           | 0                          | 0                         |
| 5  | Leicester City          | 1 (2016)                         | 0                           | 0                          | 0                         |
| 5  | Tottenham Hotspur       | 1 (2017)                         | 0                           | 0                          | 0                         |
| 7  | Burnley                 | 0                                | 2 (2012, 2014)              | 0                          | 0                         |
| 7  | Norwich City            | 0                                | 2 (2004, 2019)              | 0                          | 0                         |
| 7  | Wolverhampton Wanderers | 0                                | 2 (2002, 2007)              | 0                          | 0                         |
| 10 | Bournemouth             | 0                                | 1 (2015)                    | 1 (2004)                   | 0                         |
| 10 | Preston North End       | 0                                | 1 (2005)                    | 1 (2015)                   | 0                         |
| 10 | Sheffield United        | 0                                | 1 (2008)                    | 1 (2014)                   | 0                         |
| 10 | Sheffield Wednesday     | 0                                | 1 (2009)                    | 1 (2012)                   | 0                         |
| 14 | Portsmouth              | 0                                | 1 (2003)                    | 0                          | 2 (2015, 2017)            |
| 15 | Fulham                  | 0                                | 1 (2018)                    | 0                          | 0                         |
| 15 | Middlesbrough           | 0                                | 1 (2016)                    | 0                          | 0                         |
| 15 | Newcastle United        | 0                                | 1 (2017)                    | 0                          | 0                         |
| 15 | Nottingham Forest       | 0                                | 1 (2001)                    | 0                          | 0                         |
| 15 | Reading                 | 0                                | 1 (2006)                    | 0                          | 0                         |
| 15 | Watford                 | 0                                | 1 (2011)                    | 0                          | 0                         |
| 15 | West Bromwich Albion    | 0                                | 1 (2010)                    | 0                          | 0                         |
| 22 | Brighton & Hove Albion  | 0                                | 0                           | 1 (2002)                   | 1 (2001)                  |
| 22 | Southend United         | 0                                | 0                           | 1 (2006)                   | 1 (2005)                  |
| 24 | Blackburn Rovers        | 0                                | 0                           | 1 (2018)                   | 0                         |
| 24 | Blackpool               | 0                                | 0                           | 1 (2005)                   | 0                         |
| 24 | Bolton Wanderers        | 0                                | 0                           | 1 (2017)                   | 0                         |
| 24 | Bristol City            | 0                                | 0                           | 1 (2001)                   | 0                         |
| 24 | Cardiff City            | 0                                | 0                           | 1 (2003)                   | 0                         |
| 24 | Charlton Athletic       | 0                                | 0                           | 1 (2019)                   | 0                         |
| 24 | Huddersfield Town       | 0                                | 0                           | 1 (2011)                   | 0                         |
| 24 | Leeds United            | 0                                | 0                           | 1 (2009)                   | 0                         |
| 24 | Millwall                | 0                                | 0                           | 1 (2008)                   | 0                         |
| 24 | Scunthorpe United       | 0                                | 0                           | 1 (2007)                   | 0                         |
| 24 | Southampton             | 0                                | 0                           | 1 (2010)                   | 0                         |
| 24 | Wigan Athletic          | 0                                | 0                           | 1 (2016)                   | 0                         |
| 36 | Chesterfield            | 0                                | 0                           | 0                          | 2 (2008, 2014)            |
| 37 | Brentford               | 0                                | 0                           | 0                          | 1 (2009)                  |
| 37 | Carlisle United         | 0                                | 0                           | 0                          | 1 (2006)                  |
| 37 | Coventry City           | 0                                | 0                           | 0                          | 1 (2018)                  |
| 37 | Gillingham              | 0                                | 0                           | 0                          | 1 (2011)                  |
| 37 | Lincoln City            | 0                                | 0                           | 0                          | 1 (2019)                  |
| 37 | Luton Town              | 0                                | 0                           | 0                          | 1 (2002)                  |
| 37 | Northampton Town        | 0                                | 0                           | 0                          | 1 (2004)                  |
| 37 | Notts County            | 0                                | 0                           | 0                          | 1 (2010)                  |
| 37 | Plymouth Argyle         | 0                                | 0                           | 0                          | 1 (2016)                  |
| 37 | Rotherham United        | 0                                | 0                           | 0                          | 1 (2012)                  |
| 37 | Swansea City            | 0                                | 0                           | 0                          | 1 (2003)                  |
| 37 | Swindon Town            | 0                                | 0                           | 0                          | 1 (2007)                  |

### Vinnare per land
|    | Land          | Premier League                         | Championship/First Division                                                       | League One/Second Division                                                              | League Two/Third Division                                                                     |
| -- | ------------- | -------------------------------------- | --------------------------------------------------------------------------------- | --------------------------------------------------------------------------------------- | --------------------------------------------------------------------------------------------- |
| 1  | England       | 6 (2001, 2005, 2006, 2009, 2010, 2017) | 12 (2001, 2002, 2003, 2004, 2005, 2007, 2008, 2009, 2011, 2012, 2014, 2017, 2018) | 14 (2001, 2002, 2004, 2005, 2006, 2007, 2008, 2009, 2010, 2011, 2014, 2015, 2017, 2018) | 14 (2001, 2002, 2003, 2004, 2005, 2006, 2007, 2008, 2009, 2011, 2012, 2014, 2015, 2018, 2019) |
| 2  | Portugal      | 3 (2007, 2008, 2011)                   | 0                                                                                 | 1 (2012)                                                                                | 0                                                                                             |
| 3  | Frankrike     | 2 (2003, 2004)                         | 0                                                                                 | 0                                                                                       | 0                                                                                             |
| 3  | Nederländerna | 2 (2002, 2012)                         | 0                                                                                 | 0                                                                                       | 0                                                                                             |
| 5  | Algeriet      | 1 (2016)                               | 0                                                                                 | 0                                                                                       | 0                                                                                             |
| 5  | Belgien       | 1 (2019)                               | 0                                                                                 | 0                                                                                       | 0                                                                                             |
| 5  | Chile         | 1 (2015)                               | 0                                                                                 | 0                                                                                       | 0                                                                                             |
| 5  | Egypten       | 1 (2018)                               | 0                                                                                 | 0                                                                                       | 0                                                                                             |
| 5  | Uruguay       | 1 (2014)                               | 0                                                                                 | 0                                                                                       | 0                                                                                             |
| 10 | Irland        | 0                                      | 2 (2006, 2015)                                                                    | 0                                                                                       | 2 (2016, 2017)                                                                                |
| 11 | Finland       | 0                                      | 1 (2019)                                                                          | 0                                                                                       | 0                                                                                             |
| 11 | Skottland     | 0                                      | 1 (2010)                                                                          | 0                                                                                       | 0                                                                                             |
| 11 | Spanien       | 0                                      | 1 (2016)                                                                          | 0                                                                                       | 0                                                                                             |
| 14 | Montserrat    | 0                                      | 0                                                                                 | 1 (2019)                                                                                | 0                                                                                             |
| 14 | Nordirland    | 0                                      | 0                                                                                 | 1 (2016)                                                                                | 0                                                                                             |
| 14 | Wales         | 0                                      | 0                                                                                 | 1 (2003)                                                                                | 0                                                                                             |
| 17 | Danmark       | 0                                      | 0                                                                                 | 0                                                                                       | 1 (2010)                                                                                      |